# Vibeke Møller
Vibeke Merete Wulff Møller (* 21. November 1904 in Gentofte; † 7. August 1987) war eine dänische Schwimmerin.

## Karriere
Møller nahm 1924 an den Olympischen Spielen in Paris teil. Hier scheiterte sie im Wettbewerb über 400 m Freistil als Dritte ihres Vorlaufs an der Halbfinalqualifikation. Mit der dänischen Staffel über 4 × 100 m Freistil erreichte sie den vierten Rang.